# لواسة
اللواسة (الاسم العلمي: Loasa) هي جنس من النباتات تتبع الفصيلة اللواسية من رتبة القرانيات.

## أنواع اللواسة
- لواسة أجمية
- لواسة أرجنتينية
- لواسة ثلاثية الألوان
- لواسة سهمية
- لواسة شاحبة
- لواسة شوكية الأوراق
- لواسة صغير الأزهار
- لواسة صغيرة
- لواسة غايانية
- لواسة قرميدية
- لواسة قصيرة
- لواسة كثيرة الأزهار
- لواسة لامعة
- لواسة متباينة الأوراق
- لواسة متطاولة
- لواسة متعددة الشقوق
- لواسة متناقضة
- لواسة مجدولة
- لواسة مفصصة ريشية
- لواسة باتاغونية
- لواسة برازيلية
- لواسة بيضاء الأزهار
- لواسة ثنائية اللون
- لواسة حرجية
- لواسة ريشية
- لواسة شعرية
- لواسة شوكاء
- لواسة صغيرة الكأسية
- لواسة قراصية الأوراق
- لواسة قرمزية
- لواسة كرمية الأوراق
- لواسة متسلقة
- لواسة متفرعة
- لواسة مخططة
- لواسة مستديرة الأوراق
- لواسة مشرشرة
- لواسة مفترشة
- لواسة مقشرة اللحاء
- لواسة مقطعة الأوراق
- لواسة منحنية
- لواسة واسعة
- لواسة وليامسية